# Jan Koller
Jan Koller (ur. 30 marca 1973 w Smetanovej Lhocie) – czeski piłkarz, który występował na pozycji napastnika. 
W latach 1999–2009 reprezentant Czech. Uczestnik Mistrzostw Europy 2000, 2004 oraz 2008, a także Mistrzostw Świata 2006. Jest najlepszym strzelcem w historii czeskiej reprezentacji.

## Kariera
Koller swoją karierę rozpoczął w Sparcie Praga. Po dwóch latach gry w czeskim klubie został kupiony przez belgijski klub KSC Lokeren. W 1999 przeszedł do RSC Anderlecht, gdzie szybko stał się gwiazdą futbolu, zdobywając 41 goli w 65 spotkaniach. Był jednym z najlepszych zawodników w drużynie. W 2001 został kupiony przez Borussię Dortmund, której celem w tym czasie było odbudowanie swojej potęgi. Z BVB zdobył w 2002 mistrzostwo Niemiec. W klubie z Dortmundu grał do 2006. W BVB strzelił 58 goli w 138 spotkaniach. Koller stał się symbolem wspaniałej, jak i zawodzącej Borussii, która pomimo drogich i kosztownych w utrzymaniu zawodników, nie potrafiła z sukcesami grać w Lidze Mistrzów, Pucharze UEFA, czy nawet w Bundeslidze. Latem 2006 przeszedł do francuskiego AS Monaco. W pierwszym sezonie gry w 32 meczach strzelił tylko 8 goli. W następnym sezonie po dość słabej rundzie jesiennej przeniósł się do 1. FC Nürnberg. Po rundzie wiosennej działacze niemieckiego klubu postanowili nie przedłużać umowy z czeskim napastnikiem i sprzedali go do Krylja Sowietow Samara. W styczniu 2010 rosyjski klub rozwiązał z nim kontrakt, 25 stycznia podpisał półtoraroczny kontrakt z AS Cannes.
W klubie zadebiutował w meczu z FC Sète, Pierwszego gola dla klubu strzelił w meczu przeciwko Pacy VEF wygranym 2:0.
24 kwietnia 2010 w meczu z AC Arles-Avignon już w 3. minucie ujrzał czerwona kartkę. Karierę zakończył 17 sierpnia 2011 po kontuzji mięśnia uda. Po wyleczeniu kontuzji postanowił grać w piłkę plażową.

## Sukcesy

### Sparta Praga
- Mistrzostwo Czech: 1994/1995
- Puchar Czech: 1995/1996

### Andrelecht
- Mistrzostwo Belgii: 1999/2000, 2000/2001
- Superpuchar Belgii: 2000, 2001

### Borussia Dortmund
- Mistrzostwo Niemiec: 2001/2002

### Indywidualne
- Król strzelców Eerste klasse A: 1998/1999 (24 gole)

### Wyróżnienia
- Piłkarz roku w Czechach: 1999[3]

### Rekordy
- Najskuteczniejszy piłkarz w historii reprezentacji Czech: 55 goli[1]